# Alexești, Iași
Alexești este un sat în comuna Ipatele din județul Iași, Moldova, România.